# Ark Linux
Ark Linux — дистрибутив операційної системи GNU/Linux, в основних принципах якого лежать простота встановлення та налаштування, можливість користуватися їм без початкових знань про GNU/Linux. На цей час розробка дистрибутиву припинена, всі напрацювання влиті в ROSA Linux. Офіційний сайт недоступний, домен arklinux.org захоплений кіберсквоттерами.